# جون بالمر (مخرج)
جون بالمر هو مخرج كندي، ولد في 1943 في أوتاوا في كندا.

## وصلات خارجية
- جون بالمر على موقع IMDb (الإنجليزية)
- جون بالمر على موقع ألو سيني (الفرنسية)
- جون بالمر على موقع أول موفي (الإنجليزية)
- جون بالمر على موقع قاعدة بيانات الفيلم (الإنجليزية)
- جون بالمر على موقع كينوبويسك (الروسية)